# Eugen Brehm
Eugen M. Brehm (* 4. Oktober 1909 in Ulm; † 27. November 1995 in Reading) (Pseudonyme Max Herb, Max Hole, Ernst Bredt) war ein deutsch-britischer Publizist und Pazifist.

## Leben und Tätigkeit

### Herkunft und frühes Leben
Brehm war ein Sohn des August Martin Christoph Brem (1882–1949) und dessen Ehefrau Minna, geb. Schneider, (1880–1959). Der Vater war ein gelernter Spengler und Installateur und Inhaber einer eigenen Firma.
Nach dem Besuch eines Realgymnasiums in Ulm absolvierte Brehm von 1927 bis 1929 eine kaufmännische Lehre und dann von 1929 bis 1930 ein Volontariat in einer Ulmer Buchhandlung. 1930 ging er nach Berlin, wo er von 1930 bis 1933 als angestellter Buchhändler – Sortiment und Antiquariat – bei dem Buchhändler Friedrich Katz in der Gleißestraße arbeitete.
In Berlin wohnten Brehm und seine Frau zur Untermiete bei einer Frau Hirsch in der Lutherstraße. Ein anderer Untermieter, der zur selben Zeit im Nebenzimmer wohnte, war der spätere Bundesverfassungsgerichtspräsident Fabian von Schlabrendorff.
Als überzeugter Antimilitarist schloss Brehm sich 1925 der Deutschen Friedensgesellschaft an, deren Ulmer Ortsgruppe er von 1926 bis 1929 vorstand. 1929 trat er aus der Friedensgesellschaft aus, nachdem in einem öffentlichen Skandal bekannt geworden war, dass einige ihrer führenden Mitglieder Bestechungsgelder erhalten hatten. Stattdessen gründete Brehm in diesem Jahr in Ulm eine Ortsgruppe der Gruppe revolutionärer Pazifisten und leitete diese Ortsgruppe bis 1930. 1930 siedelte er nach Berlin über, wo er eng mit Kurt Hiller zusammenarbeitete und noch im selben Jahr in die Reichsexekutive (Reichsleitung) der Gruppe revolutionärer Pazifisten aufgenommen wurde. Dieser gehörte er bis zu ihrer Auflösung an und fungierte in ihr als Schriftführer.
Politisch beteiligte Brehm sich 1931 an der Gründung der SAPD, einer Abspaltung von der SPD.

### Frühe NS-Zeit (1933/1934)
Nach der Machtergreifung der Nationalsozialisten wurde Brehm als Mitglied der Reichsleitung der Gruppe revolutionärer Pazifisten im März 1933 in Schutzhaft genommen. Diese verbrachte er erst im Polizeigefängnis am Alexanderplatz und dann im Gefängnis Lehrter Straße. Im Mai 1933 wurde er, wie einige andere Pazifisten, aufgrund der damaligen Bestrebung der neuen Regierung ihre Friedenswilligkeit gegenüber dem Ausland zu demonstrieren, wieder auf freien Fuß gesetzt.
Seine Anstellung bei dem Buchhändler Katz hatte Brehm noch während seiner Haft verloren – im März 1933 erhielt er ein Kündigungsschreiben ins Gefängnis, sodass er, wieder in Freiheit gelangt, stattdessen versuchte, sich als Antiquarbuchhändler selbständig zu machen, was aber an den Umständen scheiterte.
Im Sommer 1933 verlagerte Brehm den Schwerpunkt seiner Tätigkeit darauf, als freier Schriftsteller zu arbeiten. Zudem wandte er sich der aktiven politischen Betätigung in der SAP zu, für deren Reichsleitung und Bezirksleitung er ab diesem Zeitpunkt in Berlin tätig war. Im Februar 1934 wurde er mit einem Parteiauftrag nach London geschickt, wo er Kontakte zur Independent Labour Party knüpfen sollte.
Im Juni 1934 kehrte Brehm über Paris, Basel und Ulm nach Berlin zurück, wo er in die illegale SAPD-Reichsleitung aufgenommen wurde.
Im Dezember 1934 wurde Brehm in Dresden verhaftet. Er wurde anschließend nach Berlin gebracht, wo man ihn benutzen wollte, um weitere SAP-Mitglieder ausfindig zu machen und auszuheben. Am 18. oder 19. Januar 1935 gelang es Brehm dann auf abenteuerliche Weise, mit Hilfe von SAP-Mitgliedern aus der Gefangenschaft zu entkommen: Er wurde, nachdem er die Gestapo überzeugt hatte, ihn zur Auskundschaftung von SAP-Mitgliedern für zwei Stunden alleine in die Stadt gehen zu lassen – zuvor waren mehrere Versuche, ihn in Begleitung von Beamten zu SAP-Treffpunkten (v. a. Cafés) zu schicken, um durch ihn andere Funktionäre anzulocken, die man dann verhaften könnte, gescheitert – von einem Verbindungsmann der SAP angesprochen und dann auf Umwegen, durch häufiges Wechseln von Untergrundbahnen und Taxis, in die Wohnung eines SAP-Funktionärs, Werner Klatt, in der Uhlandstraße gebracht. Zur Vergeltung für seine Flucht wurde Brehms Ehefrau von der Gestapo in Haft genommen und für 21 Monate im Frauengefängnis Moabit festgehalten.
Nachdem Brehm acht Tage in Klatts Wohnung verborgen gehalten hatte, reisten beide mit dem Zug nach Schlesien. Dort überquerten sie auf Skiern im Riesengebirge die grüne Grenze in die Stadt Svoboda in Böhmen. Von dort gelangte er nach Prag, wo er Mitglied der dortigen SAPD-Exilgruppe wurde. Unterstützt wurde er zu dieser Zeit durch die Demokratische Flüchtlingsfürsorge und den Internationalen Pazifistischen Hilfsfonds. Aufgrund von politischen Differenzen verließ er die SAP 1936.

### Exil (1935 bis 1945)
In den folgenden Jahren schlug Brehm sich mit seiner – nach einer Haftstrafe erst 1936 emigrierten – Ehefrau in Prag als Deutschlehrer und als Korrespondent der Zeitung The New Leader sowie als Südosteuropa-Korrespondent der Sozialistischen Warte durch. Daneben steuerte er Beiträge für Zeitschriften wie Die Wahrheit, Der Sozialdemokrat, Der Kampf und Die Brücke bei.
In dieser Zeit benutzte Brehm zumeist Pseudonyme wie Ernst Bredt, Erich Burger, Jim Mac Cartney, Max Hole, Hannibal Hase und Max Herb (ein Anagramm für Brehm). Unter dem zuletzt genannten Pseudonym veröffentlichte er eine umfangreiche Monographie über Südosteuropa.
Politisch arbeitete Brehm in diesen Jahren mit Max Seydewitz, Otto Friedländer, Kurt Hiller und Otto Straßer zusammen. Zudem unterhielt er Verbindungen zur Volkssozialistischen Bewegung, zu Zavis Kalandra und dessen antistalinistischen Kreis um die Zeitung Tvorba.
Seine publizistische Betätigung gegen das NS-Regime brachte Brehm bzw. sein Pseudonym Max Herb Ende der 1930er Jahre ins Visier der nationalsozialistischen Polizeiorgane, die ihn schließlich als wichtige Zielperson einstuften: Im Frühjahr 1940 setzte das Reichssicherheitshauptamt in Berlin Brehms Pseudonym Max Herb auf die Sonderfahndungsliste G.B. (der Listeneintrag zu Herb legt nahe, dass die NS-Polizeibehörden sich nicht bewusst waren, dass es sich bei Herb um ein Pseudonym handelte und dass sie zumal nicht wussten, dass Brehm sich dahinter verbarg), ein Verzeichnis von Personen, die im Falle einer erfolgreichen deutschen Invasion Großbritanniens durch die Sonderkommandos der SS-Einsatzgruppen mit besonderer Priorität ausfindig gemacht und verhaftet werden sollten.
1939 siedelte Brehm nach London über. Dort wurde er Vorstandsmitglied der Volkssozialistischen Bewegung. Im Dezember 1939 fand er eine Stellung beim BBC Monitoring Service.
Da er zu diesem Zeitpunkt formal noch immer deutscher Staatsangehöriger war, wurde Brehm von Juni bis Dezember 1940 von den britischen Behörden als Enemy Alien in verschiedenen Lagern interniert (erst in Evesham, dann in Huyton). Nach seiner Freilassung konnte er in seine Stellung bei der BBC zurückkehren.
Während des Krieges legte er einige weitere antinazistische Publikationen, wie die Broschüre Towards a New German Foreign Policy (1943) vor. Zudem arbeitete er in linksgerichteten Schriftstellergruppen mit, so insbesondere von 1939 bis 1945 in der Gruppe unabhängiger deutscher Autoren. Ferner gehörte der Landesgruppe deutscher Gewerkschafter an.-

### Nachkriegszeit
Nach dem Zweiten Weltkrieg arbeitete Brehm bis zu seiner Pensionierung im Jahr 1971 weiterhin für die BBC, zuletzt als Assistant Head of Department. Zum 30. November 1948 erhielt er die britische Staatsbürgerschaft. Im Rahmen seiner Tätigkeit für die BBC war er von 1940 bis 1971 in der Association of Broadcasting Staff. Als Schriftschaffender gehörte er außerdem dem PEN-Club an.
Eine Rückkehr nach Deutschland erwog Brehm in den ersten Nachkriegsjahren kurzzeitig, entschied sich aber schließlich aufgrund der politischen Entwicklung in den Nachkriegsjahren, insbesondere aufgrund der Entwicklung der Sozialdemokratischen Partei unter Kurt Schumacher – nach seinem Urteil „verrechtslichte“ sich diese in ihrer Ausrichtung damals zu sehr –, sowie aufgrund seiner beruflichen Sicherheit bei der BBC schließlich hiergegen.
Außer seiner Arbeit für die BBC war Brehm nach dem Krieg von 1947 bis 1950 Londoner Korrespondent der Neuen Zeitung. Diese Aufgabe gab er schließlich aus Zeitgründen an Peter de Mendelssohn ab.
Politische engagierte Brehm sich in der Nachkriegszeit bei Amnesty International und bei Greenpeace.
Als Ruheständler zog Brehm das Interesse zahlreicher Historiker und Publizisten, die sich für die sozialistische Emigration in der Tschechoslowakei und Großbritannien in den 1930er und 1940er Jahren sowie zum pazifistischen Exil interessierten, auf sich, denen er bereitwillig Auskünfte erteilte.
Brehms Nachlass wird heute vom Münchener Institut für Zeitgeschichte verwahrt. Dieser umfasst seine Korrespondenzen (insbesondere mit prominenten Zeitgenossen wie Kurt Hiller) sowie unveröffentlichte Manuskripte.

## Ehe und Nachkommen
Brehm war seit 1933 in erster Ehe mit Katja Hemke (1900–1972) verheiratet. Diese war, wie er, in den 1930er Jahren in der SAPD tätig. Im Januar 1935 wurde sie wegen Vergehens gegen das Gesetz gegen die Neubildung von Parteien vom 14. Juli 1933 (RGBl. I S. 479) verhaftet und zu einer einundzwanzigmonatigen Gefängnisstrafe verurteilt, die sie im Berliner Frauengefängnis verbüßte. 1936 emigrierte sie in die Tschechoslowakei, wo sie unter dem Pseudonym Katja Herb Beiträge für antifaschistische Periodika verfasste. 1939 emigrierte sie nach London. Die Ehe hielt bis zu ihrem Unfalltod 1972 an.
In zweiter Ehe war Brehm mit Martha Miriam Katz (1913–1987) verheiratet. Diese war eine gelernte Lehrerin und wie er von 1942 bis 1972 für den BBC-Monitoring Service tätig.

## Schriften
- Südosteuropa – Form und Forderung, Paris 1938. (unter dem Pseudonym Max Herb)
- Towards a New German Foreign Policy, London 1943.
- „A Democratic Foreign Policy“, in: Kurt Hiller (Hrsg.): After Nazism – Democracy? A Symposium by Four Germans, London 1945.
- Die Bestialität der deutschen Vergangenheit  Briefe an einen jungen Deutschen (1946), in: europäische ideen, Heft 10, S. 1–14, Hrsg.: Andreas W. Mytze, myler druck, Dransfeld 1996.